# Топорівська сільська рада (Буський район)
| Топорівська сільська рада — орган місцевого самоврядування у Буському районі Львівської області з адміністративним центром у с. Топорів. Історична дата утворення: 17 вересня 1939 року. Водоймища на території, підпорядкованій даній раді: річка Пуста. Сільській раді підпорядковані населені пункти: - с. Топорів - с. Горбачі - с. Гута - с. Заболото - с. Леньків - с. Лісове |

## Склад ради
Рада складається з 16 депутатів та голови.

### Керівний склад ради
| ПІБ                        | Основні відомості                                                 | Дата обрання | Дата звільнення |
| -------------------------- | ----------------------------------------------------------------- | ------------ | --------------- |
| Ковальчук Ярослав Ількович | Сільський голова, 1962 року народження, освіта, безпартійний      | 26.03.2002   | 31.10.2010      |
| Ковальчук Ярослав Ількович | Сільський голова, 1962 року народження, освіта вища, безпартійний | 31.10.2010   | 10.12.2020      |

Примітка: таблиця складена за даними джерела